# Homalium moultonii
Homalium moultonii är en videväxtart som beskrevs av Merrill. Homalium moultonii ingår i släktet Homalium och familjen videväxter. Inga underarter finns listade i Catalogue of Life.